# Чагровая
Чагровая (в низовьях также Ягодная) — река в Ханты-Мансийском районе Ханты-Мансийского автономного округа России. Длина реки — 29 км.
Начинается в глубоких болотах вблизи западного берега озера Чагров Сор. От истока течёт на восток по иртышской пойме. Местность вокруг реки частично заболочена, частично поросла сосново-осиновым лесом. У озёр Малое- и Большое Кирьятово поворачивает на север. Устье реки находится в 145 км по левому берегу реки Иртыш на высоте около 22 метров над уровнем моря.
Основные притоки — речки Кривая, Ягодная и Мумина (все — правые притоки).

## Данные водного реестра
По данным государственного водного реестра России относится к Иртышскому бассейновому округу, водохозяйственный участок реки — Иртыш от впадения реки Тобол до города Ханты-Мансийск (выше), без реки Конда, речной подбассейн реки — бассейны притоков Иртыша от Тобола до Оби. Речной бассейн реки — Иртыш.
Код объекта в государственном водном реестре — 14010700112115300015559.